# KK Dubrovnik
Košarkaški klub Dubrovnik – chorwacki zawodowy klub koszykarski z siedzibą w Dubrowniku. Obecnie gra w pierwszej lidze chorwackiej.
Klub został założony w 1946 roku i przez większość czasu grał w niższych ligach. Dopiero w 2004 roku udało im się awansować do najwyższej ligi i od tamtej pory z niej nie spadli.

## Znani koszykarze
- Lukša Andrić
- Adnan Bečić
- Denis Bajramović
- Andro Knego
- Nikola Prkačin
- Hrvoje Perić
- Ante Tomić